# Ду-воп
Ду-воп (англ. doo-wop) — вокальний жанр ритм-енд-блюзу та рок-н-ролу. Його основними ознаками є широкий спектр вокальних партій та їх гармонійне виконання, мінімальний інструментальний супровід, прості музика, ритм та тексти, безглузді склади.

## Історія
Зародження жанру відбувалося в 1930-х — 40-х роках і його пов'язують з гуртами The Mills Brothers та The Ink Spots. Ду-воп досяг свого розквіту в 1950-1960-х роках. Рівночасно з'являється і саме слово «ду-воп». Термін походить від звуків, які виконують підспівувачі для створення гармонійності звучання.
Першим відомим хітом цього напрямку вважають пісня  «h-Boom», гурту  The Chords' у 1954 році.  Ця пісня досягла 9-ї позиції у рейтингу Billboard. А кількома місяцями пізніше канадський гурт Crew Cuts гурту  The Moonglows, «Earth Angel» гурту The Penguins,  Book of Love" гурту The Monotones,та інші.
Особливої популярності в кінці 1950-х в цьому напрямку досягли італійсько-американські гурти, учасники яких мали досвід співу в церкві, який вони могли втілити у новому напрямку. Це гурт Dion and the Belmonts (пісні  
«I Wonder Why," «Teenager in Love», «Where or When»); гурт The Capris (пісні «There's a Moon Out Tonight»; «Randy & the Rainbows»), гурт The Four Seasons (пісні "Rag Doll", "Come on Marianne") та інші.

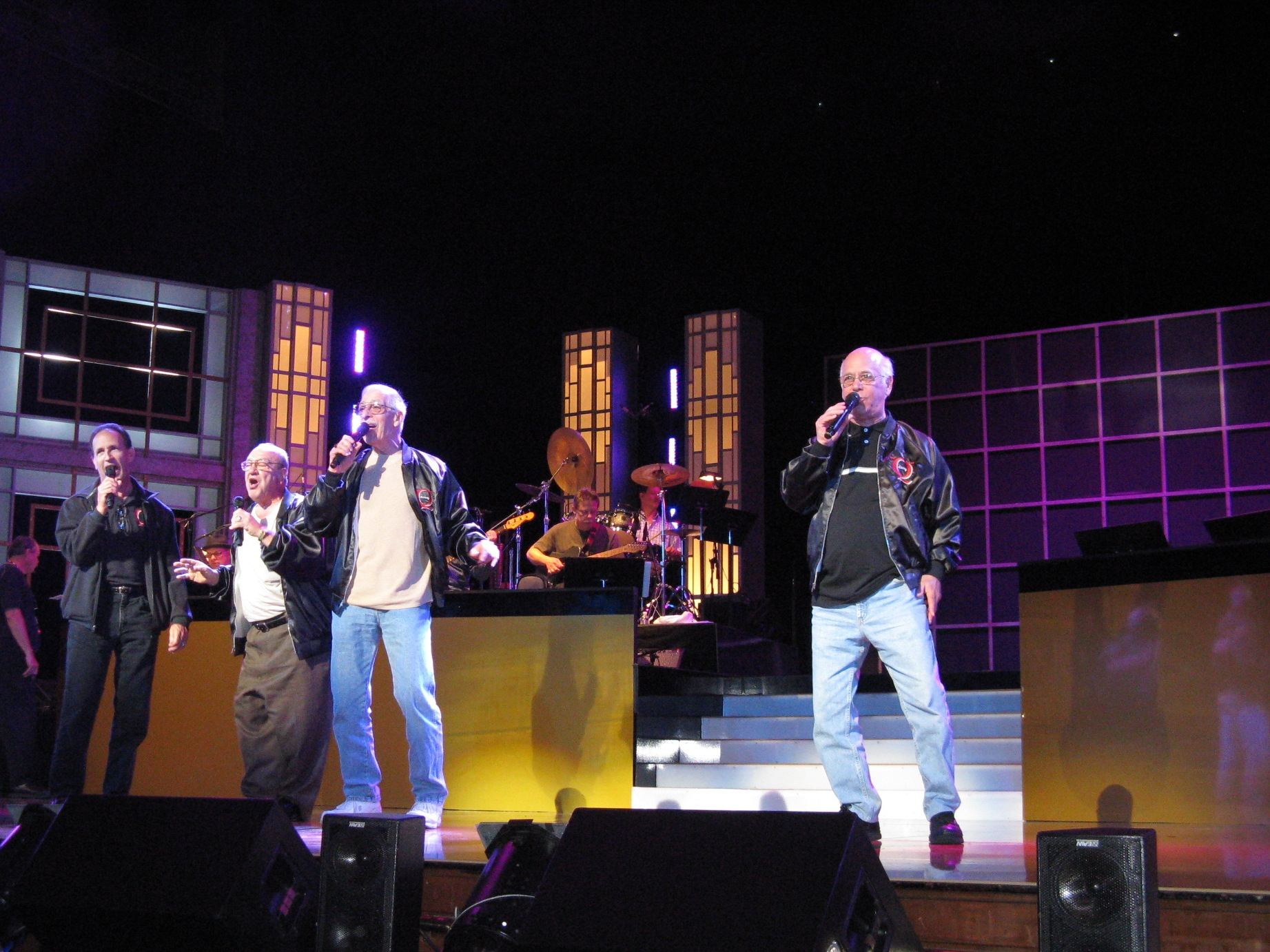
The Quotations концертний виступ в Benedum Center, Пенсільванія

Жіночі ду-воп гурти в ранні роки лишались рідкістю. Першою жінкою-вокалісткою в цьому напрямку була Ліліан Ліх, солістка гурту Mellows У 1953-1958 роках. Пісні цього гурту не потрапляли до хіт-парадів, проте пізніше її творчість було визнано класикою ду-вопа.

## Характеристика
Гурт, який виконує ду-вопову музику, складається з чотирьох-п'яти чоловік, як правило, один з них - головний тенор виконує мелодію пісні, а підспівувачі створюють гармонійне фонове звучання. Виконання може супроводжується клацанням пальців або плесканням у долоні. Інколи, наприклад у творчості The Mills Brothers, вокалісти можуть імітувати музичні інструменти, розспівуючи свою партію на беззнакові імітуючі склади, як наприклад "bom-bom-bom" для імітації лінії баса або "shang-a-lang" — для лінії гітари чи "dooooo -wop-wop" — для імітації мідних. Наприклад, пісня "Count Every Star" гурту The Ravens (1950) включає вокалізацію "doomph, doomph", що імітує піцикато на контрабасі. Сприял розвитку ду-вопа і нові звукові рішення гурту  The Orioles в таких хітах як "It's Too Soon to Know" (1948) та "Crying in the Chapel" (1953).